# Durandé (ort)
Durandé är en ort i Brasilien.   Den ligger i kommunen Durandé och delstaten Minas Gerais, i den sydöstra delen av landet, 800 km sydost om huvudstaden Brasília. Durandé ligger 685 meter över havet och antalet invånare är 7 402.
Terrängen runt Durandé är huvudsakligen kuperad, men åt sydväst är den platt. Närmaste större samhälle är Lajinha, 19,1 km öster om Durandé.
Omgivningarna runt Durandé är huvudsakligen savann. Runt Durandé är det ganska glesbefolkat, med 25 invånare per kvadratkilometer.